# كاتسوؤو أونو

غلاف ألبوم الموسيقى التصويرية الاول لأنيمي المحقق كونان

كاتسوؤو أونو (باليابانية: 大野克夫) هو ملحن وموزع ياباني من أشهر أعماله الموسيقى التصويرية لأنيمي المحقق كونان. وقم تم طرح ما يقارب 23 قرصا مدمجا في الأسواق تحتوي على جميع أعماله التي أنتجها للأنيمي.
في عام 1960 كان عضوا في فرقة تسمي ذا سبايدرز، وكان يعمل عازفا على الجيتار والبيانو وبعد تفكك الفرقة بدأ في مجال إنتاج الموسيقى التصويرية للأفلام، وفي عام 1996 بدأ في العمل على الموسيقى التصويرية لأنيمي المحقق كونان في الحلقات والأفلام حتى الآن. يتأثر اسلوبه بشكل كبير بالنمط الغربي وموسيقى الجاز. العناصر المهيمنة في موسيقاه هي الطبول وآلات النفخ القيثارات والبيانو والأصوات المنتجة الكترونيا.

## أعماله في السينما اليابانية
- لوحة النيران (بالتعاون مع تاكايوكي إينوي)
- مسبح بلا ماء

## أعماله في الدراما اليابانية
- تايو ني هويرو!

## أعماله في الأنمي

### مسلسلات أنمي تلفزيونية
- المحقق كونان
- فوتاريغوراشي

### أوفا أنمي
- FAKE

### أفلام أنمي
- سلسلة أفلام المحقق كونان
  - المحقق كونان: العد التنازلي لناطحة السحاب
  - المحقق كونان: الهدف الرابع عشر
  - المحقق كونان: ساحر القرن الأخير
  - المحقق كونان: أسير في عينيها
  - المحقق كونان: عد تنازلي إلى الجنة
  - المحقق كونان: خيال شارع بيكر
  - المحقق كونان: تقاطع طرق في العاصمة القديمة
  - المحقق كونان: ساحر السماء الفضية
  - المحقق كونان: إستراتيجية ما فوق الأعماق
  - المحقق كونان: لحن وداع المتحرين
  - المحقق كونان: علم القراصنة في عرض المحيط
  - المحقق كونان: لحن كامل من الرعب
  - المحقق كونان: المطارد الأسود
  - المحقق كونان: السفينة الضائعة في السماء
  - المحقق كونان: 15 دقيقة من الصمت
  - المحقق كونان: المهاجم الحادي عشر
  - المحقق كونان: عين خفية في البحر البعيد
  - المحقق كونان: قناص من بعد آخر
  - المحقق كونان: تباعات الشمس الجهنمية
  - المحقق كونان: الكابوس الأشد سوادا
  - المحقق كونان: رسالة الحب القرمزية
  - المحقق كونان: جلاد زيرو
  - المحقق كونان: القبضة اللازوردية
  - المحقق كونان: الرصاصة القرمزية
- لوبين الثالث ضد المحقق كونان: الفيلم (بالتعاون مع يوجي أونو)

## وصلات خارجية
- كاتسوؤو أونو على موقع IMDb (الإنجليزية)
- كاتسوؤو أونو على موقع ميوزك برينز (الإنجليزية)
- كاتسوؤو أونو على موقع أول موفي (الإنجليزية)
- كاتسوؤو أونو على موقع أول ميوزيك (الإنجليزية)
- كاتسوؤو أونو على موقع ديسكوغز (الإنجليزية)
- كاتسوؤو أونو على موقع قاعدة بيانات الفيلم (الإنجليزية)
- كاتسوؤو أونو على موقع ANN person (الإنجليزية)